# Robert Paxton
Robert Owen Paxton (ur. 1932 w Lexington, Wirginia) – amerykański politolog i historyk, emerytowany profesor Columbia University.

## Życiorys
Stopień B.A. uzyskał w 1954 na Washington and Lee University, natomiast M.A. w 1961 na brytyjskim University of Oxford. Doktorem został dwa lata później na Harvard University. Wykładał na University of California, Berkeley i State University of New York at Stony Brook; następnie pracował na Columbia University, gdzie jest obecnie emerytowanym profesorem nauk społecznych w Instytucie Historii.
Specjalizuje się w faszyzmie, historii II wojny światowej w Europie i Francji Vichy. W 1997 zeznawał w procesie francuskiego polityka Maurice'a Papona, który rok później został skazany za zbrodnie przeciwko ludzkości. Jest autorem książki The Anatomy of Fascism (2004), przetłumaczonej na 12 języków (wyd. polskie: Anatomia faszyzmu, Poznań 2005). Ponadto napisał m.in.: Vichy France: Old Guard and New Order (1972; wyd. polskie: Francja Vichy: stara gwardia i nowy ład, 1940-1944, Wrocław 2011) oraz Europe in the Twentieth Century (1975).
Oficer Legii Honorowej (2009). Doctor honoris causa Washington and Lee University (1974), Université de Caen Basse-Normandie (1994), State University of New York at Stony Brook (1994) i Université Lyon-II (2003).